# Linia kolejowa Angermünde – Stralsund
Linia kolejowa Angermünde – Stralsund – dwutorowa, zelektryfikowana linia kolejowa o długości 170,1 km położona w kraju związkowym Meklemburgia-Pomorze Przednie oraz Brandenburgia.

## Historia
Pierwsze plany budowy odgałęzienia w kierunku Pomorza pojawiły się w związku z budową linii Berlin-Szczecin w 1837 roku przez Berlin-Stettiner Eisenbahn-Gesellschaft (BStE, Berlińsko-Szczecińskie Towarzystwo Kolejowe). Władze Prenzlau stały na stanowisku, że linia powinna przebiegać jak najbliżej miasta. Po podpisaniu ostatecznej umowy 26 lutego 1861 roku, począwszy od 1 sierpnia 1861 rozpoczęto budową linii. Budowa toru była dość prosta ze względu na płaski teren przez który wiodła trasa. Jednak niektóre torfowiska musiały zostać osuszone, aby zapobiec obniżaniu się terenu. Największą techniczną przeszkodą była budowa przepraw przez rzeki Zarow, Wkrę, Ryck oraz Pianę. Przez ostatnie dwie zbudowano mosty obrotowe, by nie utrudniać żeglugi. Budowa mostów opóźniła planowany termin uruchomienia odcinka Angermünde–Anklam, który został otwarty 16 marca 1863 roku.
Pierwszy specjalny pociąg z królem pruskim Wilhelmem I na pokładzie przejechał 26 października 1863 roku, a oficjalnie ruch pasażerski i towarowy został otwarty 1 listopada 1863 roku. W tym samym czasie uruchomiono odgałęzienie z Züssow do Wolgastu. W pierwszych latach po linii kursowało siedem par pociągów pomiędzy Berlinem, Angermünde i Stralsundem. Spośród nich cztery były wyłącznie psażerskie, jeden towarowy oraz dwa mieszane. Planowa prędkość dla pociągów pośpiesznych wynosiła 75 km/h, osobowych 56 km/h, a towarowych 35 km/h. Podróż trwała około czterech godzin. Pociągi były skomunikowane ze składami ze Szczecina do Angermünde. Po roku 1936 trasa została przebudowana, a maksymalna prędkość została podwyższona do 120 km/h na odcinku Angermünde–Ducherow i 110 km/h na odcinku Ducherow-Stralsund. W 1939 roku najszybszy pociąg relacji Berlin-Stralsund pokonywał trasę w trzy godziny i dziesięć minut, mniej więcej tyle samo czasu, co Regional-Express w 2007 roku. 
W 1973 roku rozpoczęto budowę drugiego toru na całej trasie, a istniejący tor główny został odnowiony. Budowa trwała pomiędzy 1973 a 1978 rokiem, tylko krótki odcinek przed Angermünde ukończono dopiero w 1987 roku. Wraz z budową drugiego toru zwiększono dopuszczalny nacisk osi z 18 do 20 ton. Było to konieczne ze względu na przewóz ciężkich ładunków do kombinatu petrochemicznego w Schwedt. W roku 1988 linia została zelektryfikowana w kolejności:
- 6 marca 1988: Angermünde–Prenzlau (37,6 km)
- 28 maja 1988: Prenzlau–Pasewalk (24,0 km)
- 24 września 1988: Pasewalk–Züssow (59,6 km)
- 9 września 1988: Züssow–Greifswald (17,3 km)
- 17 grudnia 1988: Greifswald–Stralsund (31,2 km)

Rządowy plan transportowy z 2003 roku zakładał podniesienie prędkości na całej linii do 160 km/h, oraz skrócenie czasu przejazdu pomiędzy Berlinem i Stralsundem o maksymalnie 45 minut do roku 2015. Całkowity koszt inwestycji miał wynieść około 200 milionów euro.